# Біг-Бенд (національний парк)
Національний парк Біг-Бенд (англ. Big Bend National Park) — національний парк Сполучених Штатів, розташований у Західному Техасі, що межує з Мексикою. Парк має національне значення як найбільша охоронна територія топографії та екології пустелі Чіуауа у Сполучених Штатах і був названий на честь великого вигину Ріо-Гранде/Ріо-Браво. У парку охороняється понад 1200 видів рослин, понад 450 видів птахів, 56 видів рептилій і 75 видів ссавців. Додаткові заходи в парку включають мальовничі прогулянки, програми під керівництвом рейнджерів парку Біг-Бенд і спостереження за зірками.
Ця територія має багату культурну історію, починаючи з археологічних пам'яток, що датуються майже 10 000 років тому, і закінчуючи недавніми піонерами, власниками ранчо та шахтарями. Гори Чисос розташовані в парку і є єдиним гірським масивом у Сполучених Штатах, який повністю входить до межі національного парку. Геологічні особливості парку включають морські скам'янілості та кістки динозаврів, а також вулканічні дамби.
Парк охоплює площу 801 163 акри (1 251,8 миля2; 3 242,2 км2), повністю в межах округу Брюстер. Понад 1 000 миль (1 600 км), Ріо-Гранде/Ріо-Браво утворює кордон між Мексикою та Сполученими Штатами, а Національний парк Біг-Бенд керує приблизно 118 миль (190 км) уздовж цієї межі.
Оскільки Ріо-Гранде є міжнародним кордоном, парк стикається з незвичайними обмеженнями під час адміністрування та забезпечення дотримання правил, норм і політики парку. Відповідно до договору Гвадалупе-Ідальго територія парку простягається лише до центру найглибшого русла річки, коли річка текла в 1848 році. Решта каналу та землі на південь від нього розташовані на території Мексики. Парк межує з заповідними територіями Каньйон-де-Санта-Елена та Мадерас-дель-Кармен у Мексиці.

## Географія і клімат

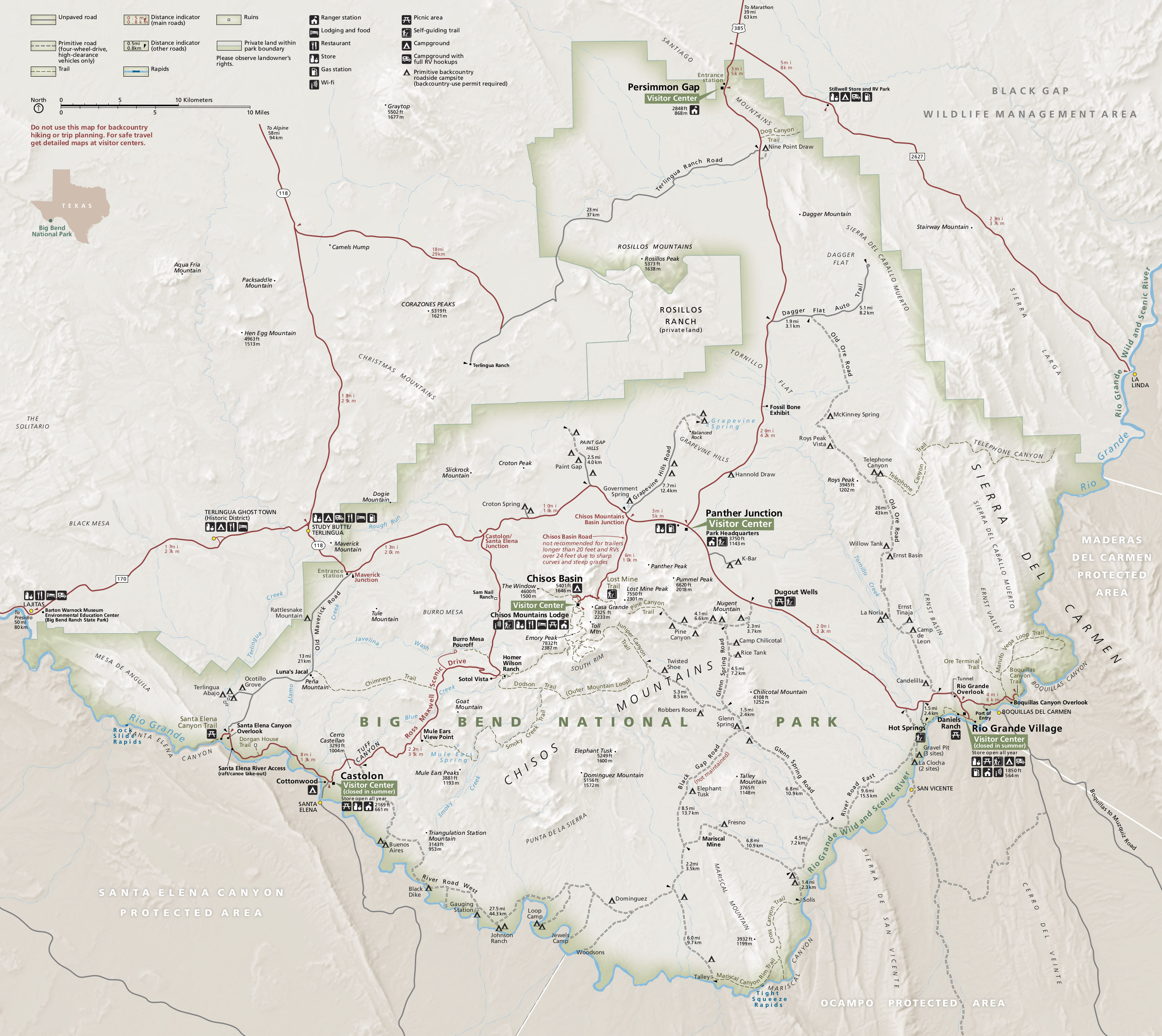
Карта парку (натисніть карту, щоб збільшити)

Парк знаходиться в некорпоративному районі округу Брюстер, штат Техас.
Відповідно до системи класифікації клімату Кеппена, Національний парк Біг-Бенд має жаркий посушливий клімат (BWh).
Парк демонструє драматичні контрасти, а його клімат можна охарактеризувати як один із екстремальних. Сухі та спекотні дні пізньої весни та літа часто перевищують 100 °F (38 °C) на нижніх висотах. Зима зазвичай м'яка, але іноді трапляються мінусові температури. Через діапазон висоти приблизно від 1 800 футів (550 м) уздовж річки до піку Еморі в горах Чисос на висоті 7 832 фути (2 387 м), доступна вологість і температура в парку широко варіюються. Ці варіації сприяють винятковій різноманітності середовищ існування рослин і тварин. Деякі види в парку, такі як дуб Чисос (Quercus graciliformis), більше ніде в Сполучених Штатах не трапляються.
118 миля (190 км) річки, які утворюють південну межу парку, включають вражаючі каньйони Санта-Елена, Маріскал і Бокільяс. Ріо-Гранде, що петляє через цю частину пустелі Чіуауа, прорізала глибокі каньйони з майже вертикальними стінами через три висоти, складені переважно з вапняку. У відкритих пустельних районах високопродуктивна прибережна зона Ріо-Гранде включає численні види рослин і тварин і значні культурні ресурси. Рослинний пояс простягається в пустелю вздовж струмків і арройос.
Гори Чисос у парку — це небесні острови, оточені пустелею. Значна частина величезного біорізноманіття парку представлена ізольованими популяціями рослин і тварин, які зустрічаються в горах Чисос і в багатьох пустельних джерелах, поширених по парку.

На південь від кордону розташовані мексиканські штати Чіуауа та Коауїла та нові охоронні території флори та фауни, які є регіонами, відомими як Мадерас-дель-Кармен та Каньйон-де-Санта-Елена.
| Клімат {{{location}}} | Клімат {{{location}}} | Клімат {{{location}}} | Клімат {{{location}}} | Клімат {{{location}}} | Клімат {{{location}}} | Клімат {{{location}}} | Клімат {{{location}}} | Клімат {{{location}}} | Клімат {{{location}}} | Клімат {{{location}}} | Клімат {{{location}}} | Клімат {{{location}}} | Клімат {{{location}}} |
| Показник              | Січ.                  | Лют.                  | Бер.                  | Квіт.                 | Трав.                 | Черв.                 | Лип.                  | Серп.                 | Вер.                  | Жовт.                 | Лист.                 | Груд.                 |                       |
| --------------------- | --------------------- | --------------------- | --------------------- | --------------------- | --------------------- | --------------------- | --------------------- | --------------------- | --------------------- | --------------------- | --------------------- | --------------------- | --------------------- |

| Клімат {{{location}}} | Клімат {{{location}}} | Клімат {{{location}}} | Клімат {{{location}}} | Клімат {{{location}}} | Клімат {{{location}}} | Клімат {{{location}}} | Клімат {{{location}}} | Клімат {{{location}}} | Клімат {{{location}}} | Клімат {{{location}}} | Клімат {{{location}}} | Клімат {{{location}}} | Клімат {{{location}}} |
| Показник              | Січ.                  | Лют.                  | Бер.                  | Квіт.                 | Трав.                 | Черв.                 | Лип.                  | Серп.                 | Вер.                  | Жовт.                 | Лист.                 | Груд.                 |                       |
| --------------------- | --------------------- | --------------------- | --------------------- | --------------------- | --------------------- | --------------------- | --------------------- | --------------------- | --------------------- | --------------------- | --------------------- | --------------------- | --------------------- |

| Клімат {{{location}}} | Клімат {{{location}}} | Клімат {{{location}}} | Клімат {{{location}}} | Клімат {{{location}}} | Клімат {{{location}}} | Клімат {{{location}}} | Клімат {{{location}}} | Клімат {{{location}}} | Клімат {{{location}}} | Клімат {{{location}}} | Клімат {{{location}}} | Клімат {{{location}}} | Клімат {{{location}}} |
| Показник              | Січ.                  | Лют.                  | Бер.                  | Квіт.                 | Трав.                 | Черв.                 | Лип.                  | Серп.                 | Вер.                  | Жовт.                 | Лист.                 | Груд.                 |                       |
| --------------------- | --------------------- | --------------------- | --------------------- | --------------------- | --------------------- | --------------------- | --------------------- | --------------------- | --------------------- | --------------------- | --------------------- | --------------------- | --------------------- |

## Історія

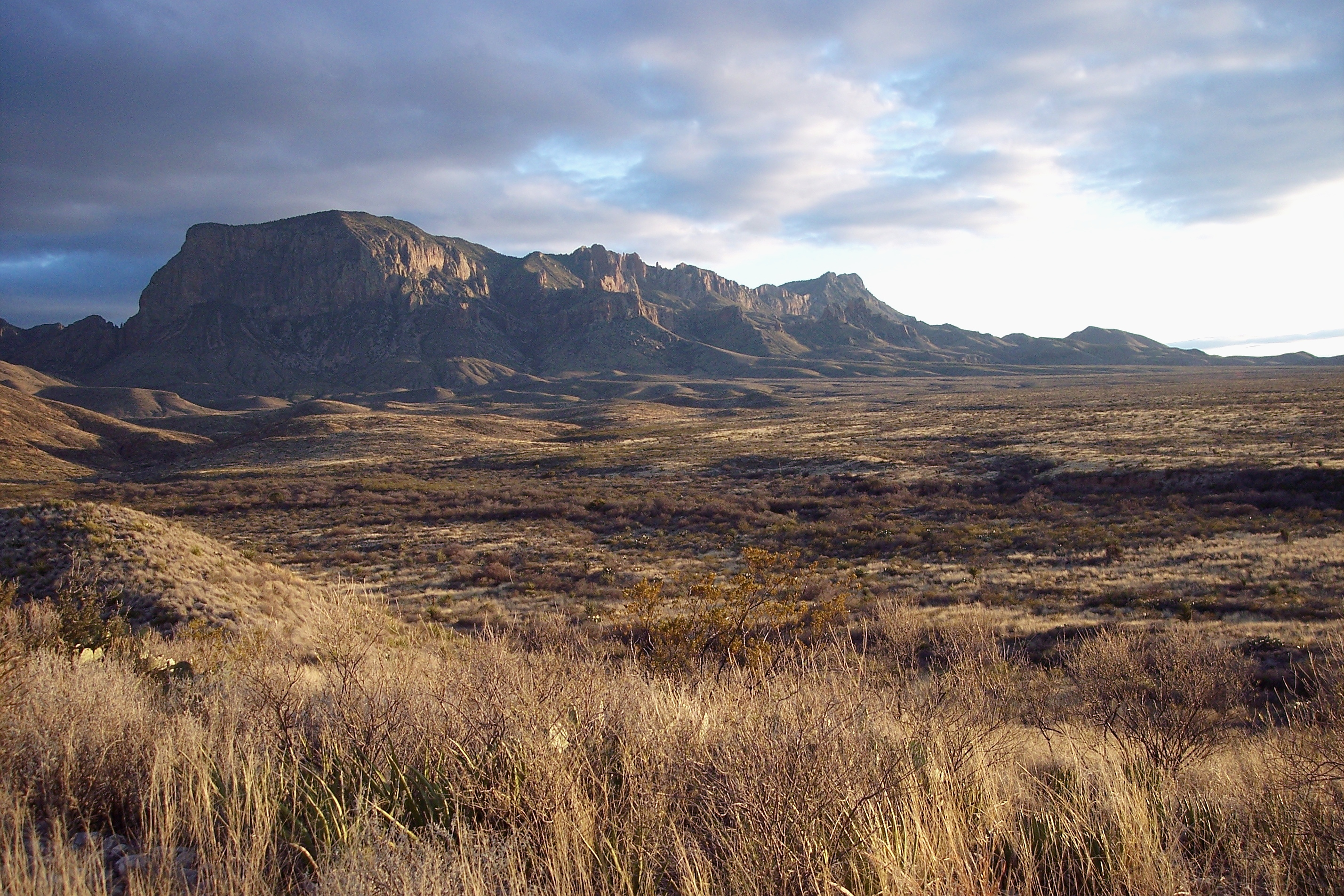
Біг-Бенд і пустеля Чіуауа

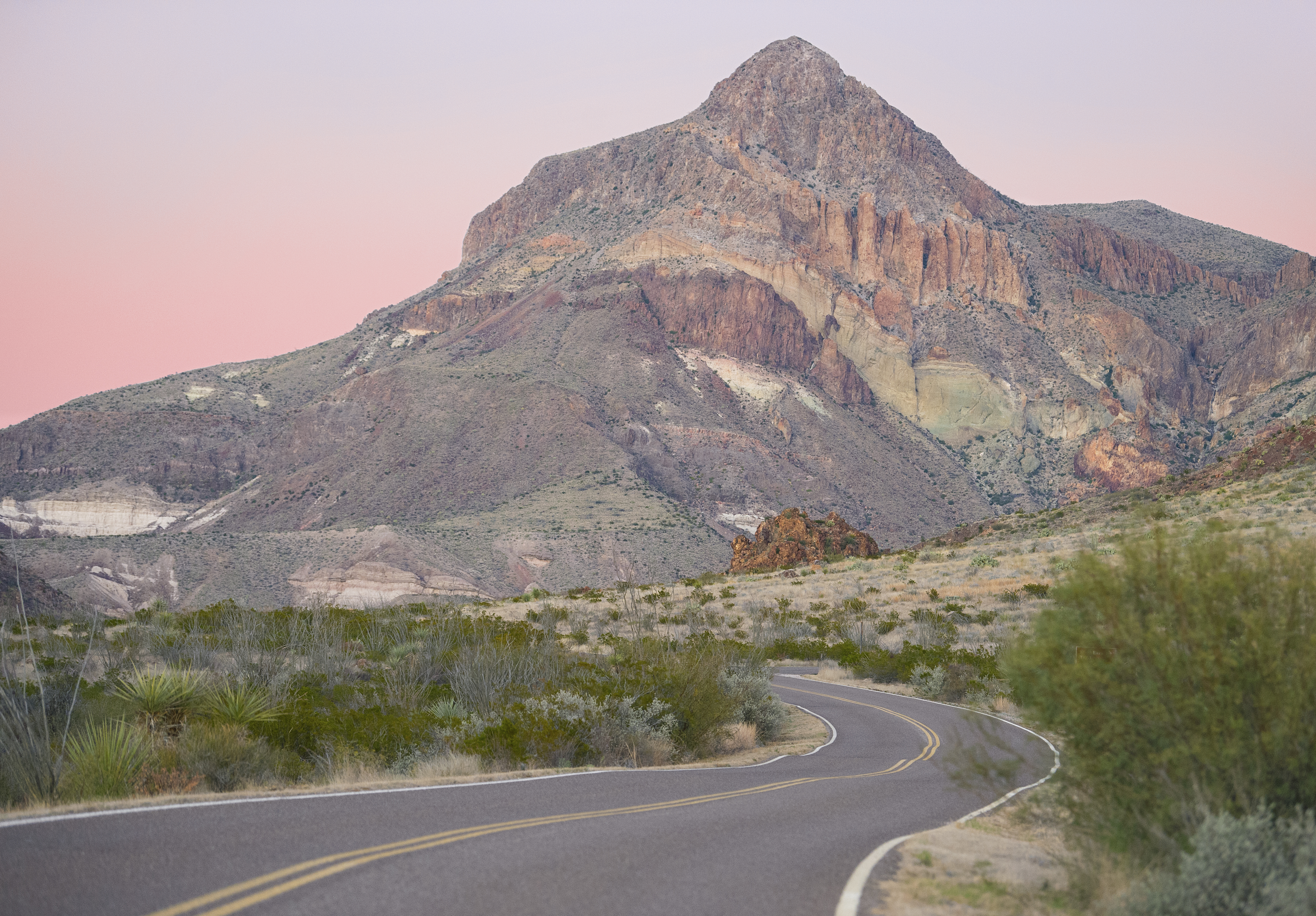
Мальовнича поїздка Росса Максвелла

Протягом раннього історичного періоду (до 1535 року) кілька індіанських груп були зареєстровані як мешканці Біг-Бенду. Індіанці чисос були слабо організованою групою кочових мисливців і збирачів, які, ймовірно, займалися обмеженим сільським господарством на сезонній основі. Походження індіанців чисос невідоме. Лінгвістично вони були пов'язані з індіанцями племені кончо на півночі Чіуауа та північно-західній Коауїлі. Вони розмовляли членом уто-ацтеканської мовної сім'ї, носії якої варіювалися від центральної Мексики до Великого басейну США.
Юмано була кочовою групою, яка подорожувала та торгувала Західним Техасом та південно-східним Нью-Мексико, але деякі історичні записи свідчать про те, що вони були ворогами чисо. Приблизно на початку 18 століття апачі мескалеро почали вторгатися в регіон Біг-Бенд і витіснили індіанців чисос. Однією з останніх груп корінних американців, яка використовувала Біг-Бенд, були команчі, які проходили через парк уздовж стежки команчів на шляху до періодичних наБіґів у територію Мексики та назад. Ці наБіґи тривали до середини 19 століття. Останнім із великих воєначальників корінних народів регіону був апач іспанського походження на ім'я Альзате, який діяв аж до кінця 1860-х років.
Європейська присутність у регіоні починається приблизно в 1535 році нашої ери з першими іспанськими дослідженнями цієї частини Північної Америки. Експедиція Альвара Нуньєса Кабеси де Ваки пройшла поблизу Біг-Бенда, за якою послідували інші експедиції. Деякі з цих експедицій шукали золото і срібло або землю для ферм і ранчо. Інші, наприклад місіонери францисканців, мали на меті створити центри, в яких тубільці могли б євангелізувати. У спробі захистити північний кордон Нової Іспанії, з якої виникла сучасна Мексика, наприкінці 18 століття уздовж Ріо-Гранде була побудована лінія президіосів, або фортів. Президіо-де-Сан-Вісенте був побудований поблизу сучасного Сан-Вісенте, Коауїла, а Президіо-де-Сан-Карлос був побудований поблизу сучасного Мануеля Бенавідеса, Чіуауа. Деякі президіуми незабаром були покинуті через фінансові труднощі та через те, що вони не могли ефективно зупинити індіанське вторгнення до Мексики. Солдати та поселенці цих президій переїхали до нових президій, де інтереси Іспанської імперії були більш захищеними. Таким був випадок Санта-Роза-Марія-дель-Сакраменто, нині Мускіз, Коауіла.
Дуже мало вивчено іспанську окупацію Біг-Бенду після залишення президіумів. У 1805 році іспанське поселення під назвою Альтарес існувало 30 миля (48 км) на південь від Ріо-Гранде. Регіон став частиною Мексики, коли вона досягла незалежності від Іспанії в 1821 році. Мексиканські родини жили в цьому районі, коли англомовні поселенці почали прибувати після відділення Техасу у другій половині 19 століття.
Після закінчення мексикансько-американської війни в 1848 році армія США провела військові дослідження незвіданої землі Біг-Бенд. Форти та форпости були встановлені у Транс-Пекос Техас, щоб захистити мігруючих поселенців від нападів індіанців. Значна частина солдатів наприкінці 1800-х років були афроамериканцями, і їх почали називати «солдатами-бізонами», ім'я, яке, очевидно, дали їм корінні американці. Лейтенант Генрі Фліппер, перший американець африканського походження, який закінчив Вест-Пойнт, служив у Шафтері, штат Техас, наприкінці 19 століття. (Шафтер, названий на честь генерала Вільяма Р. Шафтера, розташований на захід від Біг-Бенда вздовж шосе від Презідіо до Марфи.) Власники ранчо почали селитися в Біг-Бенді приблизно в 1880 році, а до 1900 року більшу частину займали ранчо для овець, кіз і великої рогатої худоби. площі. Невдовзі делікатне пустельне середовище було випасано.
Наприкінці 19-го та на початку 20-го століть цінні родовища корисних копалин були відкриті та привезені поселенцями, які працювали на шахтах або підтримували шахти, займаючись землеробством або вирубуючи деревину для шахт і металургійних заводів. Навколо копалень виникали громади. Бокільяс і Терлінгва виникли в результаті гірничих робіт. У цей період заплава Ріо-Гранде була заселена фермерами. Розвинулися поселення з такими назвами, як Терлінгва-Абахо, Сан-Вісенте, Ла-Койота та Кастолон. Часто на одній території жили й займалися землеробством не більше ніж групи сімей, і вони були успішними лише в тій мірі, в якій земля була здатна їх підтримувати.
У травні 1916 року рейд на Гленн-Спрінгс привернув національну увагу, що спонукало президента Вільсона віддати наказ про мобілізацію Національної гвардії Техасу для допомоги федеральним силам уздовж кордону. Постійний кавалерійський табір був заснований у Гленн-Спрінгс у 1916 році і залишався до 1920 року, коли ситуація на кордоні покращилася.

### Закладання парку

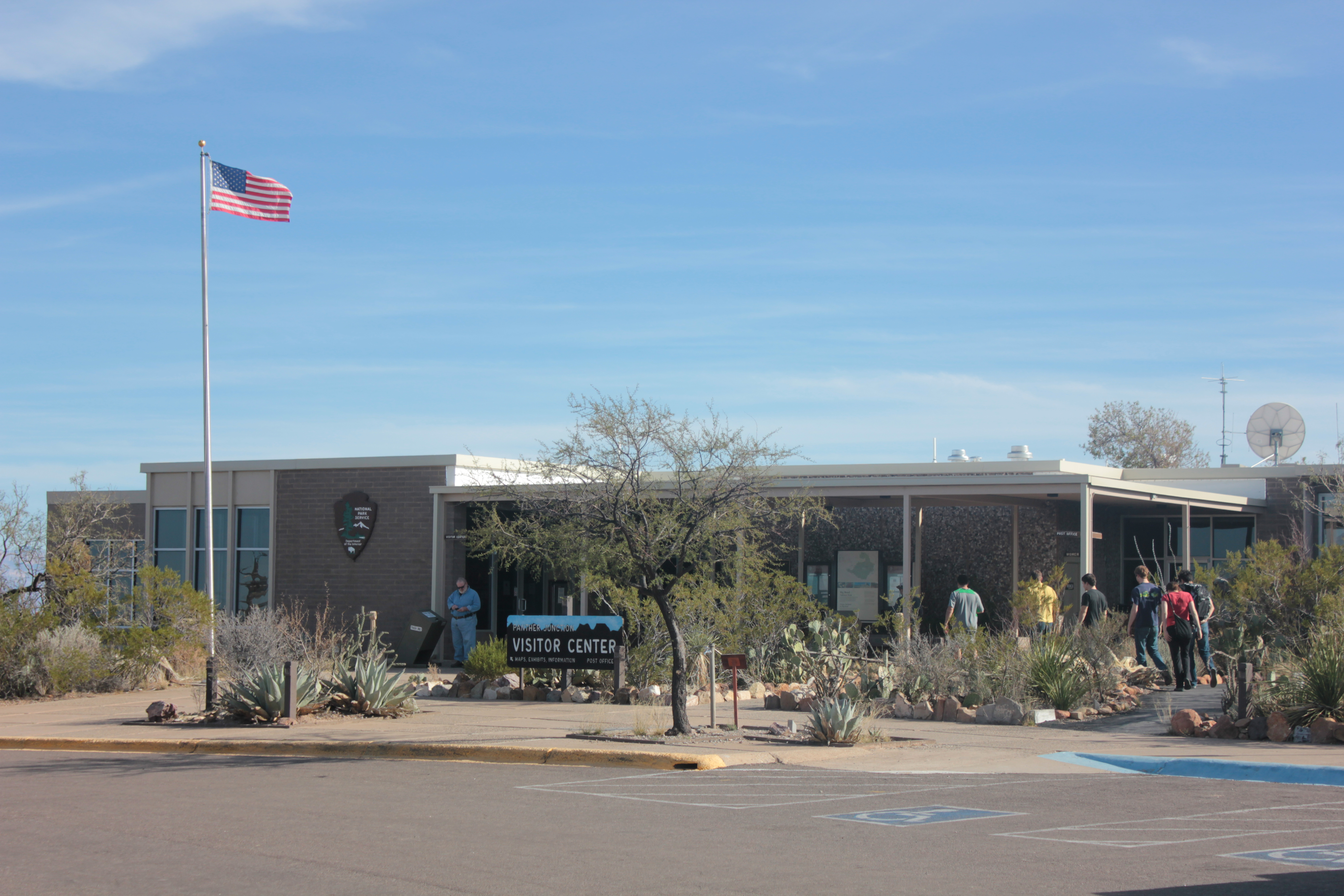
Головний центр відвідувачів Panther Junction

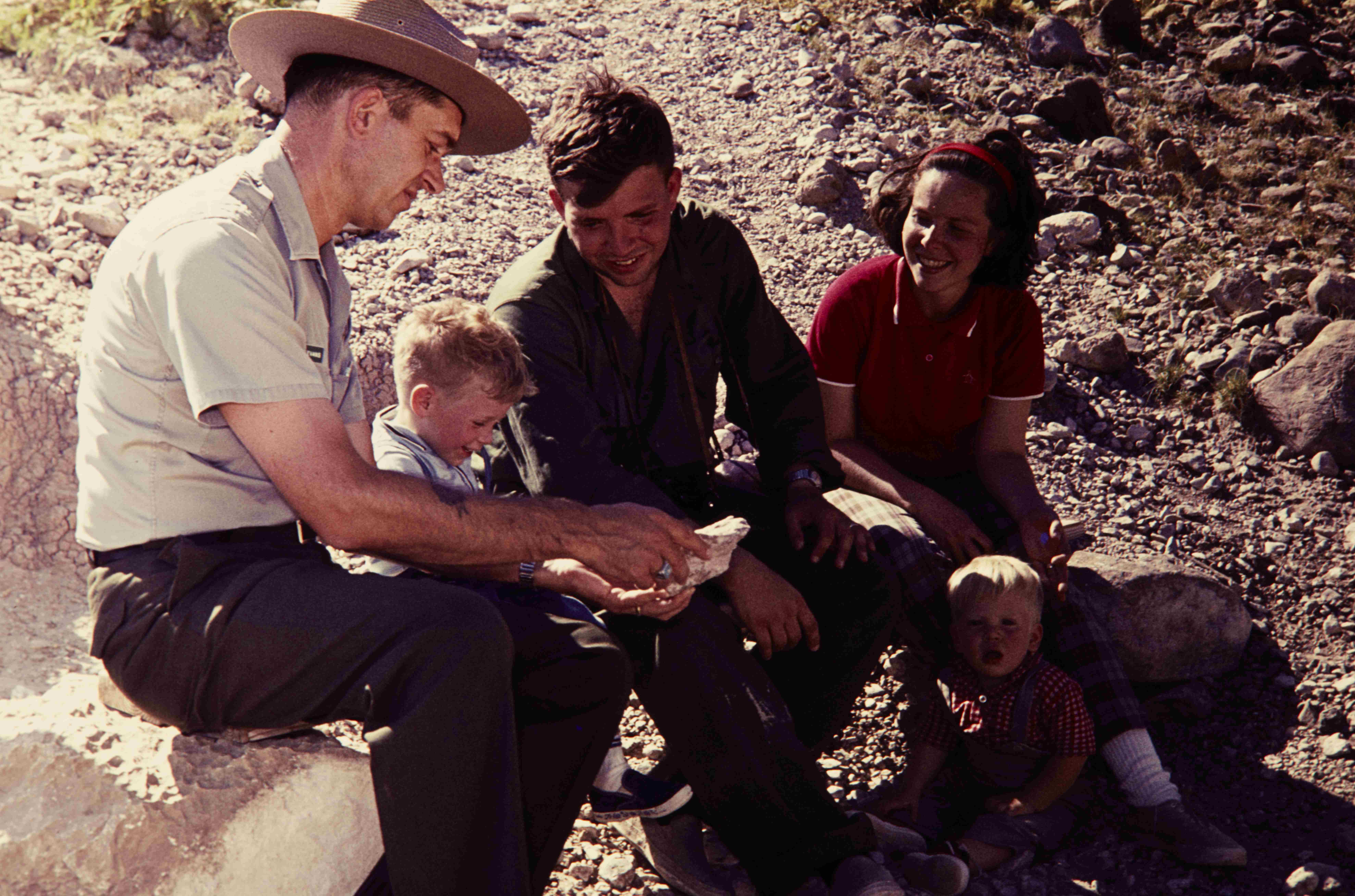
Співробітник служби національних парків показує камінь відвідувачам у національному парку Біг-Бенд, 1960-ті роки

У 1930-х роках багато людей, які любили країну Біг-Бенд, побачили, що це край унікального контрасту та краси, який варто зберегти для майбутніх поколінь. У 1933 році законодавчий орган Техасу прийняв закон про заснування державного парку Техаські каньйони. Пізніше того ж року парк був перейменований у Державний парк Біг-Бенд. У 1935 році Конгрес Сполучених Штатів прийняв закон, який дозволив придбати землю під національний парк. Штат Техас передав землю, яку він придбав, федеральному уряду, і 12 червня 1944 року Національний парк Біг-Бенд став реальністю. Парк відкрився для відвідувачів 1 липня 1944 року.
Біг-Бенд залишається одним із найбільших, найвіддаленіших і найменш відвідуваних національних парків у прилеглих Сполучених Штатах. За 10-річний період з 2009 по 2019 рік парк відвідували в середньому 377 154 відвідувачі на рік.

## Геологія
Найдавніша зареєстрована тектонічна активність у парку пов'язана з палеозойським марафонським орогенезом, хоча події протерозою (понад 550 млн років тому), можливо, мають певний глибокий контроль. Марафонський орогенез (частина орогенного поясу Уачіта-Марафон-Сонора) є частиною насування гірських порід з Південноамериканської плити на Північноамериканську плиту. Найкраще це можна побачити в районі парку Persimmon Gap. Ця орогенна подія пов'язана з відсутністю в парку порід тріасового та юрського періодів.
Між тріасовим і крейдовим періодами Південноамериканська плита відділилася від Північноамериканської плити, що призвело до відкладення вапняку Глен-Роуз, вапняку Дель-Кармен, формації Сью-Пікс, вапняку Санта-Елена, глини Дель-Ріо, вапняку Буда та Бокільяса (зберігається в горах Сьєрра-дель-Кармен-Сантьяго, Дев'ять пунктів Меса, гора Маріскал і райони Меса-де-Ангіла). Також у цей час утворився жолоб Чіуауа, коли відкрилася Мексиканська затока, що призвело до нормального розлому зі сходу на захід. У результаті цього часу відкладення в парку збереглися скам'янілості динозаврів, ліс та інші скам'янілості.
Після завершення рифтингу в пізньому крейдяному періоді до раннього кайнозою область Біг-Бенд зазнав орогенезу Лараміди. Цей період (зараз східно-західного) стиснення спричинив звернену до північного сходу Меса-де-Ангіла (піднята монокліналь на південно-західній околиці парку), звернену до південного заходу гори Сьєрра-дель-Кармен–Сантьяго (піднята монокліналь із насувами, яка утворює межі парку на сході) і басейну Торнілло. У середньому кайнозої утворилася більшість вулканічних порід, включаючи групу Чисос, комплекс кальдери Пайн-Каньйон і формацію Бурро-Меса.
Найновіша тектонічна активність у парку полягає в розломах басейну та хребта від неогенового до четвертинного періоду. Цей період розширення зі сходу на захід призвів до появи больсонів Естуфа та Дехало в горах Чисос, а також до розломів Терлінгва та Сьєрра-дель-Кармен, крейдяного дроу та Бурро-Меса. Ріо-Гранде увійшла в район Біг-Бенда приблизно 2 мільйони років тому, і з того часу відбулася велика ерозія та вирубка.

## Культурні ресурси
Культурні ресурси в парку варіюються від палео-індійського періоду 10 500 років тому до історичного періоду, представленого індіанськими групами, такими як чисо, мескалеро та команчі. Зовсім недавно іспанські, мексиканські, англійські та ірландські поселенці займалися землеробством, мали ранчо та видобували в цьому районі.
Протягом доісторичного періоду люди знаходили притулок і підтримували відкриті місця для табору по всьому парку. Археологічні записи розкривають пустельну культуру архаїчного періоду, жителі якої розвинули кочовий спосіб життя полювання та збирання, який залишався практично незмінним протягом кількох тисяч років.
Історичний культурний ландшафт зосереджується на різноманітному життєдіяльному чи комерційному землекористуванні. Прибережні та притокові середовища використовувалися для натурального та іригаційного землеробства. Транспортні мережі, іригаційні споруди, прості житлові будинки та господарські будівлі, а також сплановані та терасові сільськогосподарські угіддя, що вздовж берегів потоку, характеризують ці ландшафти.

## Флора і фауна
Незважаючи на суворі пустельні умови, у Біг-Бенді зростає понад 1200 видів рослин (у тому числі 60 видів кактусів), понад 600 видів хребетних і близько 3600 видів комах. Різноманітність життя значною мірою зумовлена різноманітною екологією та змінами висоти між сухою, гарячою пустелею, прохолодними горами та родючою річковою долиною.

### Рослини

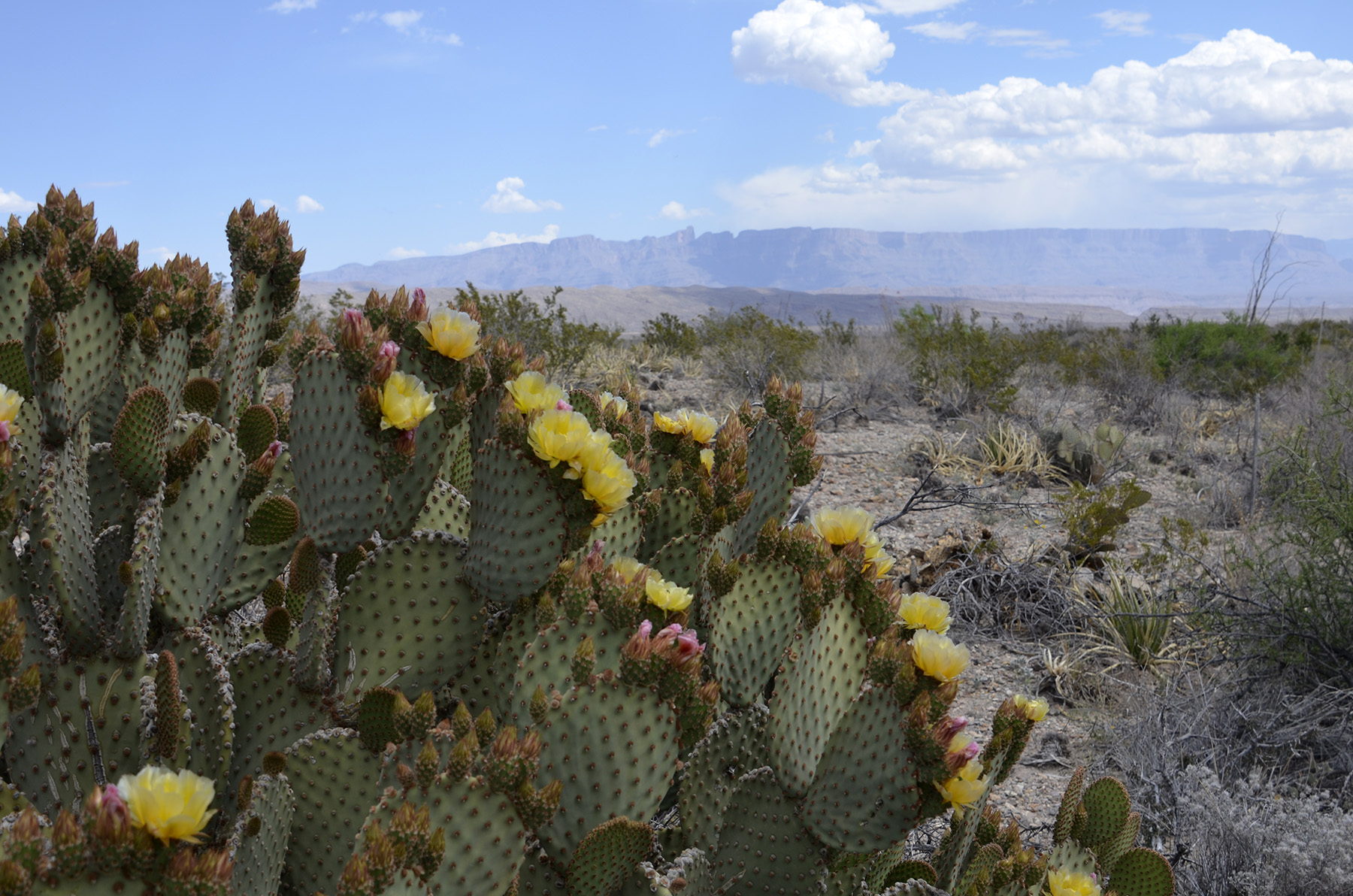
Сліпа опунція

Різноманітність кактусів та інших рослин додає колориту регіону Біг-Бенд. Серед кактусів парку — опунція (Opuntia spp.), бордовий кубок (Echinocereus coccineus) і пітахая (E. enneacanthus). Навесні польові квіти розквітають, а квіти юки яскраво забарвлюються. Сині чепчики (Lupinus spp.) поширені в Біг-Бенді, а білі та рожеві сині чепчики іноді можна побачити біля дороги. У Біг-Бенді багато інших квіткових рослин, таких як чорнобривці (Baileya multiradiata), верба пустельна (Chilopsis linearis), окотілло (Fouquieria splendens), кропива кам'яна (Eucnide urens) і лечугіла (Agave lechuguilla).
Особливе значення для регіону мала рослина канделила (Euphorbia antisyphilitica). ЇЇ було використано для створення канделильського воску, і це було мотивацією для воскових таборів у районі національного парку Біг-Бенд, наприклад Гленн-Спрінгс, Техас.

### Тварини

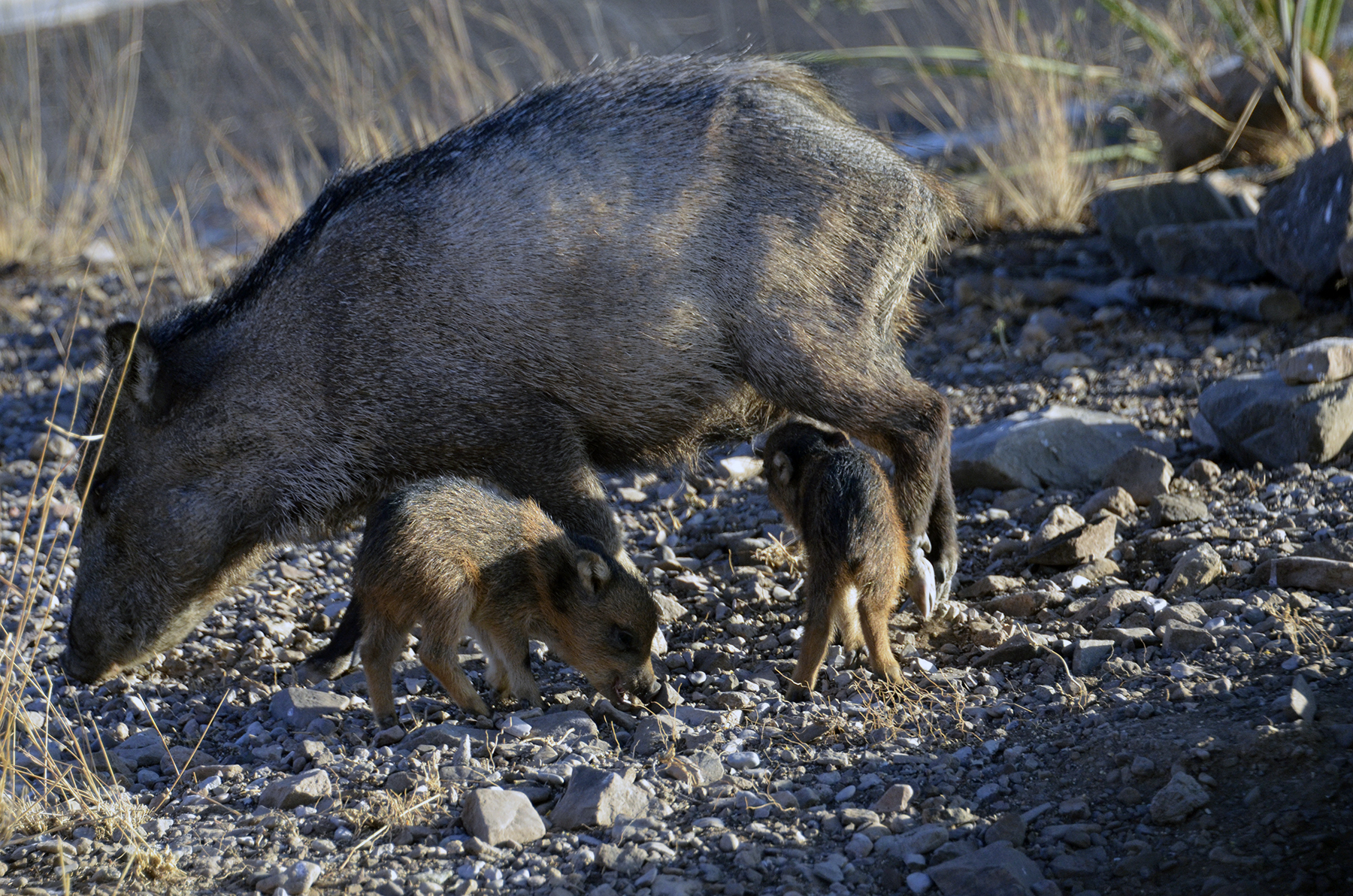
Джавеліна і молодь

Більшість тварин не видно вдень, особливо в пустелі. Уночі парк оживає, коли багато тварин шукають їжу. Щороку реєструється близько 150 випадків спостережень пуми (Puma concolor), незважаючи на те, що в парку живе лише два десятки пум. Інші види, які населяють парк: койот (Canis latrans), кенгуровий щур (Dipodomys spp.), великий Біґунець (Geococcyx californianus), беркут (Aquila chrysaetos), сіра лисиця (Urocyon cinereoargenteus), комірний пекарі (Dicotyles tajacu) та чорнохвостий кролик (Lepus каліфорнійський). Мексиканські чорні ведмеді (Ursus americanus eremicus) також присутні в гірських районах.
Плани повторної інтродукції мексиканського вовка (Canis lupus baileyi) до національного парку Біг-Бенд були відхилені наприкінці 1980-х років штатом Техас. Розбіжності щодо повторної інтродукції включали питання про те, чи достатньо в парку хижих тварин, таких як олені та списові, щоб підтримувати популяцію вовків.

#### Птахи

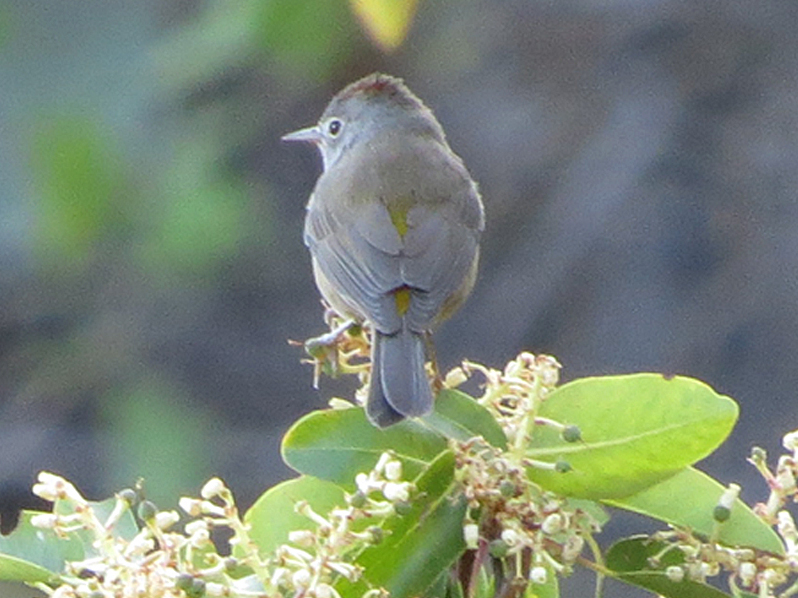
Червоїд мексиканський

У Національному парку Біг-Бенд зареєстровано понад 450 видів птахів.
У парку трапляються вісім основних типів рослинного покриву. У порядку переважання це пустельні чагарники, магматичні луки, вапнякові луки, прибережна рослинність, гірські ліси, голі землі, освоєні території та поверхневі води.
Зграї птахів злітаються до парку, оскільки це єдина територія в Сполучених Штатах у межах ареалу гніздування червоїда мексиканського (Leiothlypis crissalis). Вона прилітає в гори Чисос у середині квітня до літа у високих каньйонах гір. До середини вересня вона повертається на місця зимівлі на південному заході Мексики. Вид має наземне гніздування і віддає перевагу дубово-кленовому середовищу існування в каньйоні Бут і схожих високих прохолодних районах від Лагуна Медоу до каньйону Бут і Південного краю. Перша американська реєстрація північної мухоловки (Mitrephanes phaeocercus), центральноамериканського виду, була з цього місця в листопаді 1991 року.

## Скам'янілості

### Історія палеонтології в національному парку Біг-Бенд
Палеонтологи почали працювати на території національного парку Біг-Бенд ще в 1907 році, коли Йохан Удден знайшов акул і скам'янілості амоніта. Потім, з 1938 по 1939 рік, кілька чоловіків працювали в трьох кар'єрах викопних копалин у Біг-Бенді в рамках проекту W.P.A. У 1940 році на пошуки останків динозаврів прибули інші мисливці за скам'янілостями, зокрема Барнум Браун і Роланд «RT» Берд. Серед інших відкриттів Браун і Берд виявили шийні хребці гігантського зауропода аламозавра , а також частково щелепні кістки крокодилів, дейнозух.
Перший музей, побудований для демонстрації скам'янілостей у парку, згорів у 1941 році, зуби мамонта та скам'янілості шаблезубого кота зникли у вогні. Нова виставка викопних кісток, відкрита в 1957 році, демонструвала скам'янілості Hyracotherium, предка коня, і Coryphodon, великої тварини, схожої на бегемота, яка жила в еоцені, приблизно 55 мільйонів років тому (мйя). У 1990 році скам'янілості були замінені копіями, але в 2000-х роках музей було капітально відремонтовано — у 2017 році відкрилася перероблена виставка Fossil Discovery. Сьогодні громадянам потрібні дозволи на законний збір скам'янілостей у Національному парку Біг-Бенд.

### Копалини за екосистемою та періодом часу

#### Біг-Бенд під водою
135 млн років тому Біг-Бенд був під водою. Скам'янілості цього періоду включають акул, морських рептилій, таких як плезіозаври, пліозаври, мікрофосилії планктону та форамініфер, а також останки більших молюсків. Скам'янілості 85–82 млн років тому показують, що Біг-Бенд був покритий теплими водами, де часто водилися акули, малі мозазаври та риби, такі як ксіфактин. Поширені також спіралеподібні амоніти і безхребетні морського шельфу.

#### Біг-Бенд Дельта
Коли рівень води впав на 83-72 млн років тому, територія, яка зараз називається Біг-Бенд, стала складною мозаїкою дельт, населених рибами та акулами, великими черепахами та крокодилами. Існують також докази наземних видів, таких як стада гадрозаврів, рогатих цератопсидів, броньованих нодозаврів і тиранозавроїдів.

#### Формація Джавеліна (72–67млн років тому)
У той час Біг-Бенд був значно вище рівня моря. Деякі з його тварин включають ранніх хижих ссавців, гадрозаврів, цератопсів, тиранозавроїдів і найбільшого відомого птерозавра, кетцалькоатль. Його водні шляхи були наповнені рибою, скатами та земноводними.

#### Формування Блек Пікс (67–66млн років тому)
У геологічних шарах, що знаменують кінець крейдяного періоду, були знайдені залишки квіткових рослин, хвойних дерев, гару, скатів, а також кістки аламозавра. Крейдово-палеогенове (K-Pg) вимирання відбулося приблизно 66 млн років тому, знищивши сімдесят відсотків життя на суші, включаючи всіх динозаврів і птерозаврів, які не належать до птахів, і 90 відсотків життя в океані.

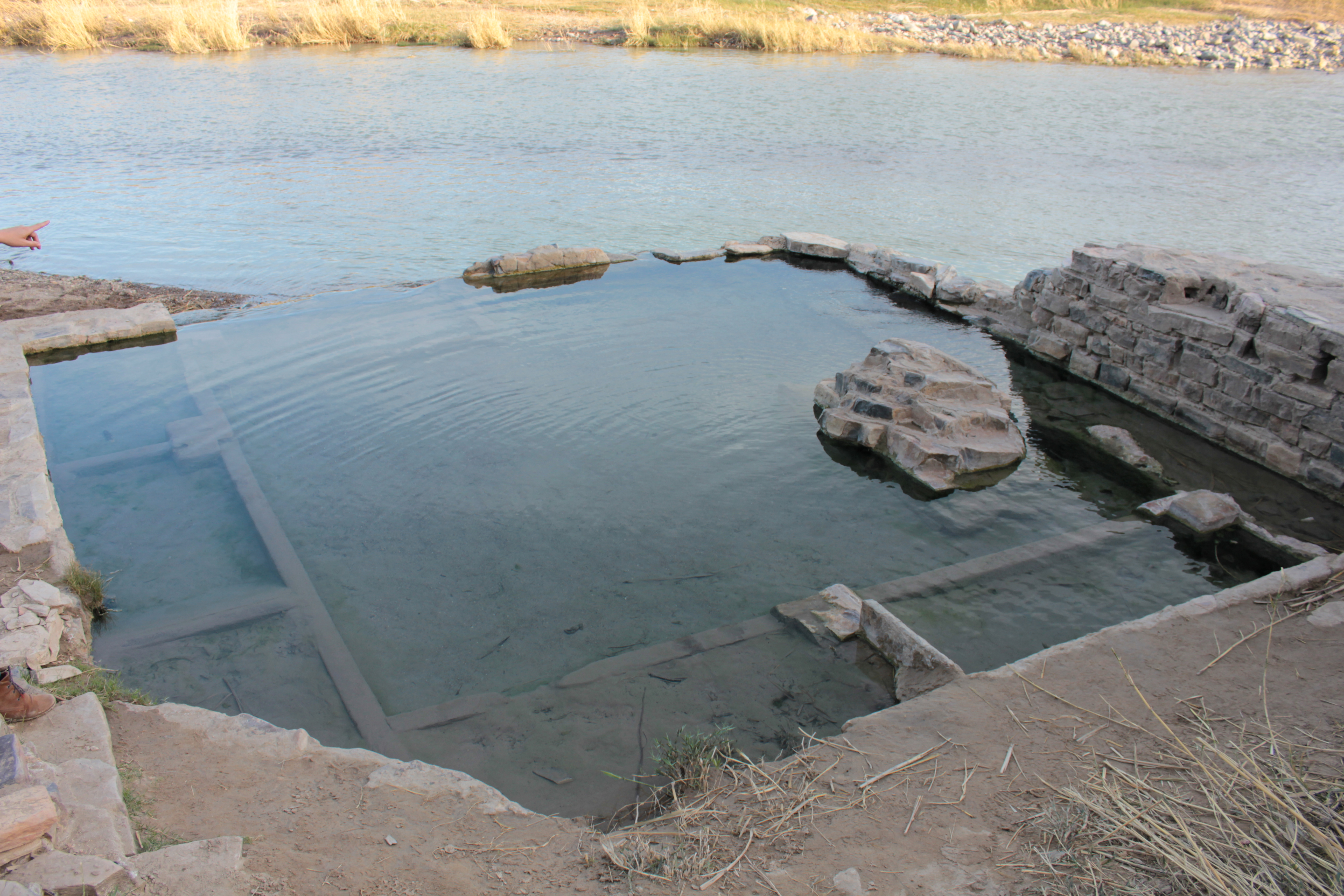
Гарячі джерела на місці фундаменту старої лазні

У парку є кілька гарячих джерел, у тому числі джерела в історичному районі Хот-Спрінгс. Головне гаряче джерело називається Хот-Спрінгс; воно також відоме як гарячі джерела Бокаділлас і гарячі джерела Ленгфорд. Гарячі джерела внесено до Національного реєстру історичних місць. Гарячі джерела були першою великою туристичною визначною пам'яткою в районі Біг-Бенд до створення національного парку. У 1909 році Джо Ленгфорд почав розробку джерел. На цьому місці була невелика кам'яна ванна для замочування з місцевого каменю ще до того, як на цьому місці розкопали забудову Ленгфорда. На місці, яке родина Ленгфорд відреставрувала як резиденцію, існувала землянка. Потім Ленгфорди побудували глинобитний будинок, кам'яну лазню та навіси для купання з хмизу. Згодом у 1927 році відбудували лазню, побудували магазин і автомайданчик із сімома прибудованими кабінами.

## Туризм

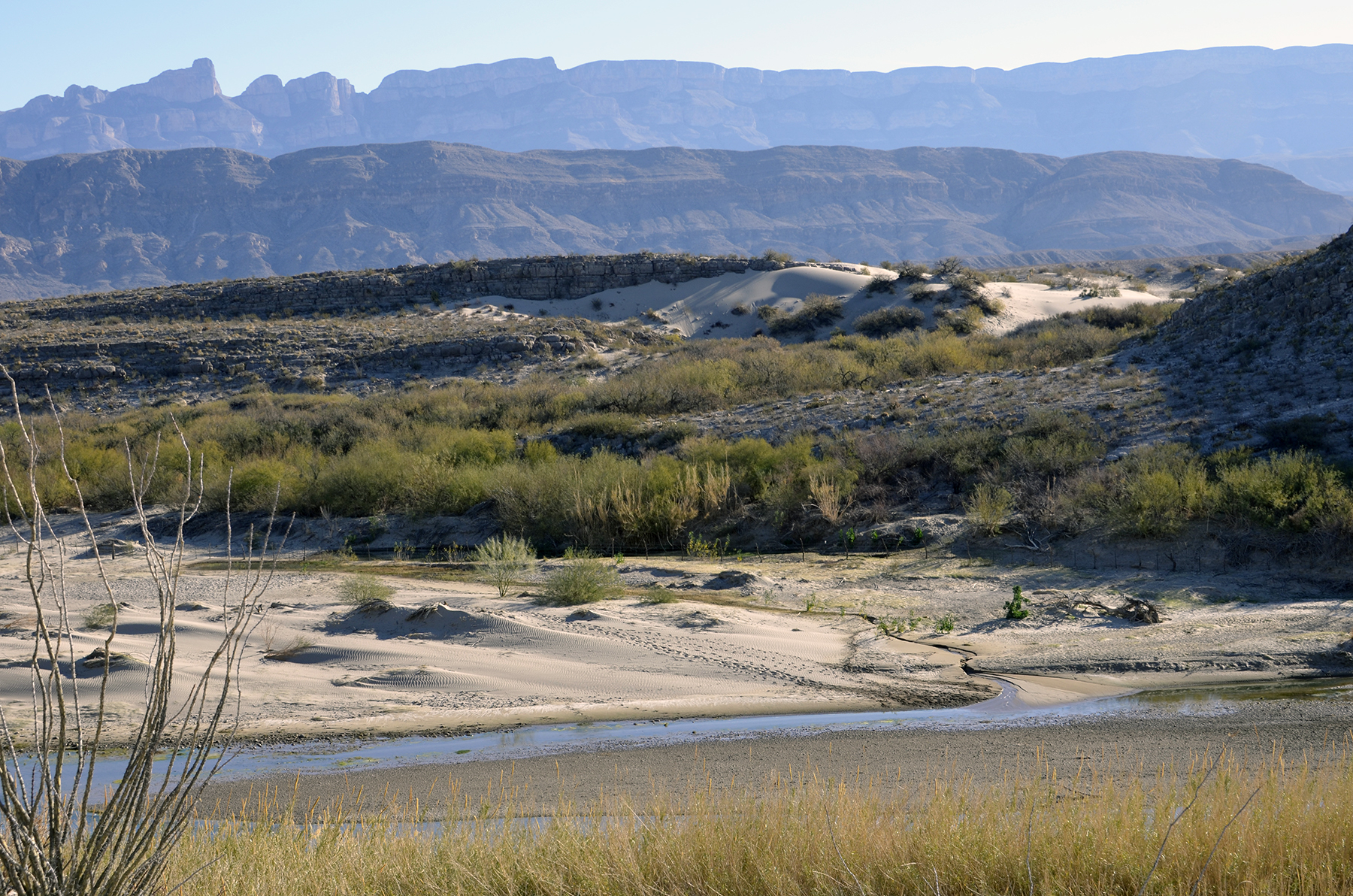
Дюни з природної стежки Ріо-Гранде-Віллідж

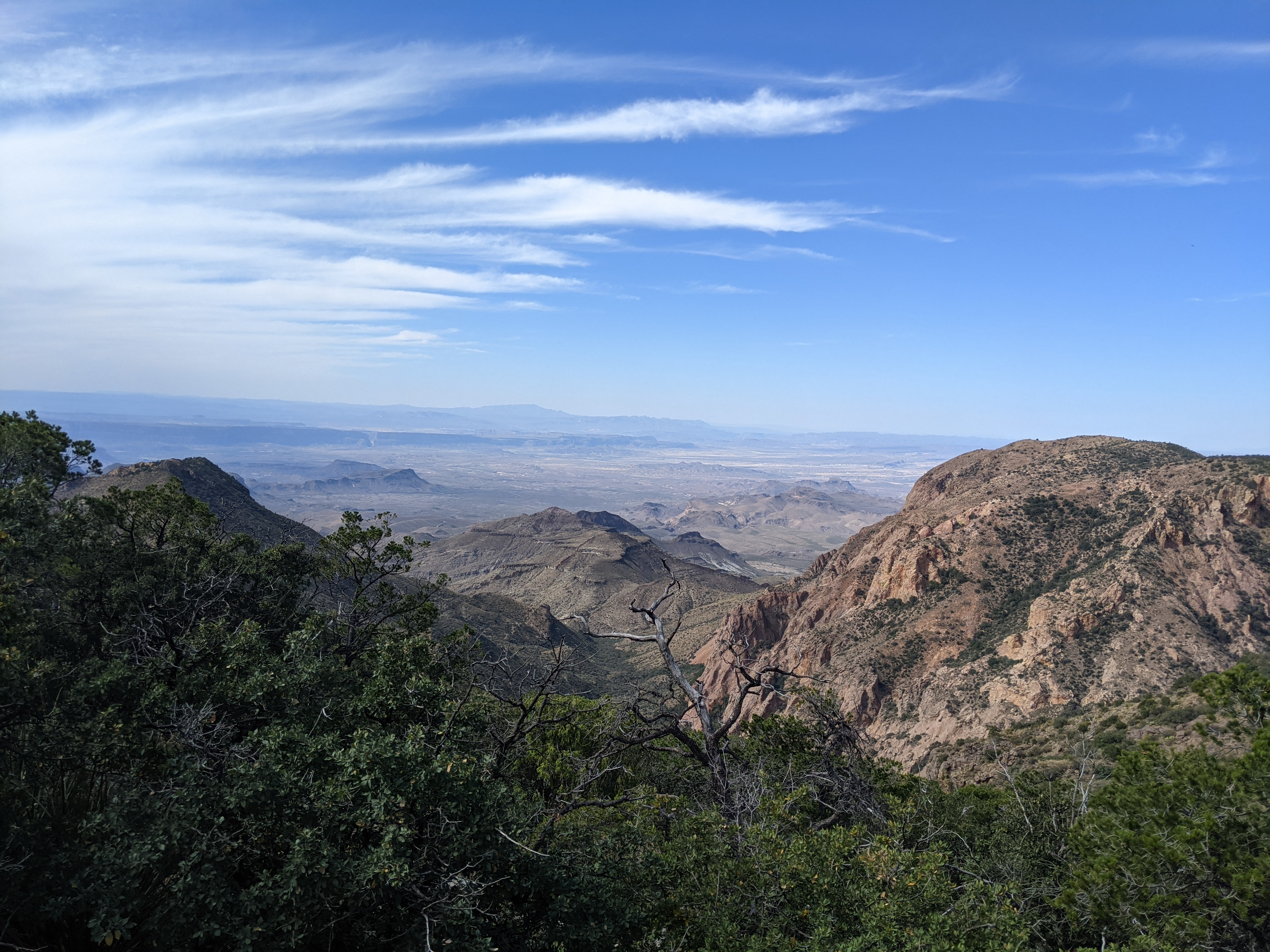
Біг-Бенд Південний край від стежки Південно-Західного краю

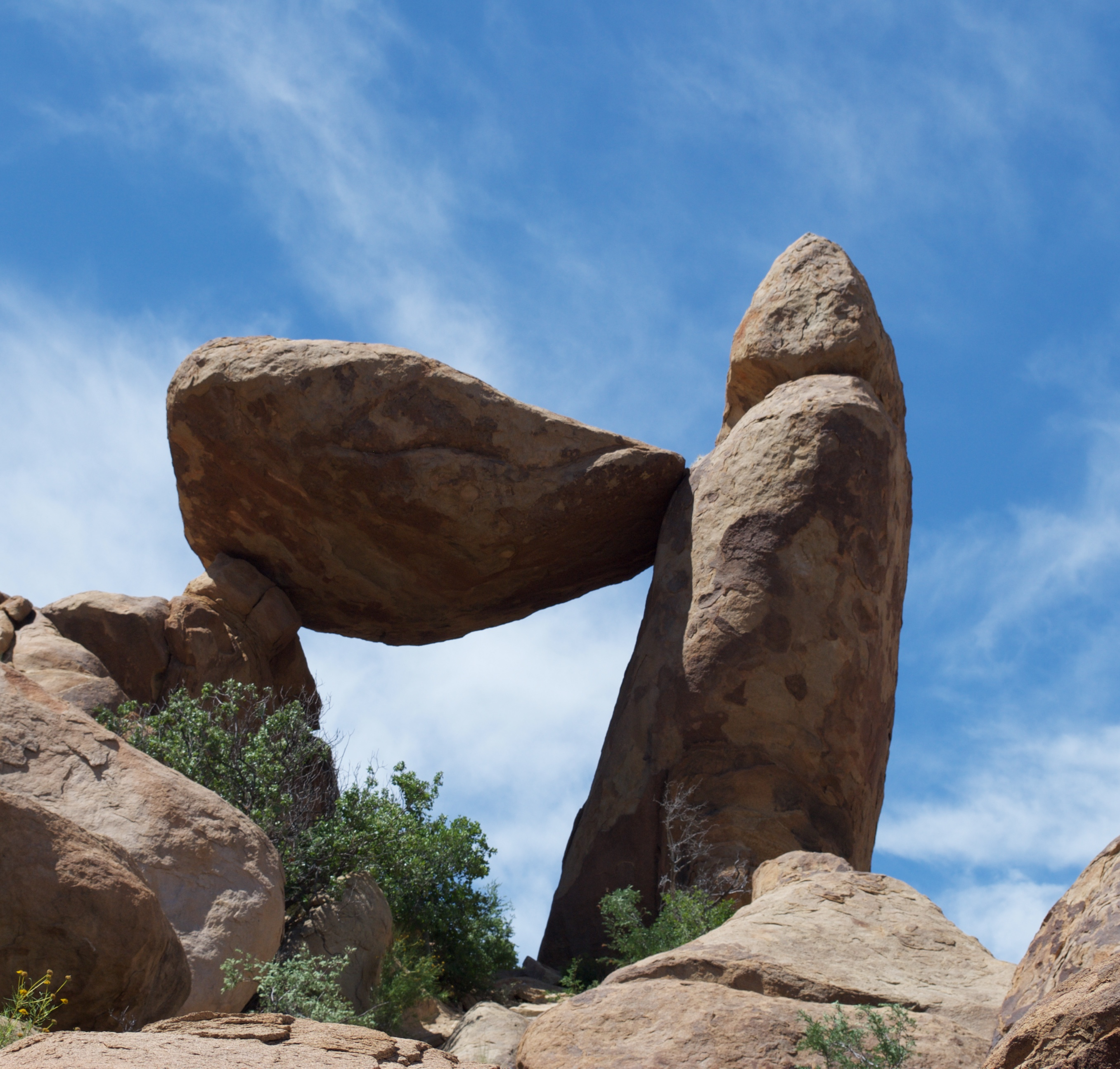
Балансуюча скеля у Пагорбах Грейпвайн

Головною визначною пам'яткою Біг-Бенда є його пішохідні та туристичні маршрути. Особливо помітними серед них є маршрут Стежка димарів, який відвідує скелю в пустелі; стежка Маруфо Вега, кругова стежка, яка проходить через мальовничі каньйони на шляху до та з Ріо-Гранде; стежка Південного краю, яка огинає високі гори Чисос; і стежка Зовнішня гірська петля в Чисос, яка включає частини петлі Південний край, спускається в пустелю вздовж стежки Додсон, а потім повертається до басейну Чисос, завершуючи 30-мильну петлю. Інші відомі місця: каньйон Санта-Елена, пагорби Грейпвайн і Мулові вуха, дві величні скельні вежі посеред пустелі. Професійний гід-турист пропонує екскурсії парком.
Парк керує 118 миль (190 км) Ріо-Гранде для рекреаційного використання. Професійні майстри річкового обладнання проводять екскурсії річкою. Дозволяється використання особистого човна, але потрібен дозвіл на вільний сплав річкою. У червні 2009 року Міністерство внутрішньої безпеки почало розглядати всі поїздки на плаву як поїздки, що залишили країну, і вимагало від учасників мати прийнятну форму ідентифікації, таку як паспорт для повторного в'їзду в країну.
Відвідувачі часто перетинають Ріо-Гранде, щоб відвідати мексиканське село Бокільяс. Міністерство внутрішньої безпеки закрило пункт перетину кордону в 2002 році через посилення безпеки після терактів 11 вересня, але у квітні 2013 року пункт пропуску Бокільяс знову відкрився як офіційний пункт в'їзду класу B між США та Мексикою. Він відкритий із середи по неділю з 9 ранку до 6 вечора.
Оскільки в парку зареєстровано понад 450 видів птахів, дуже популярним видом діяльності є спостереження за птахами. Багато видів зупиняються в парку під час щорічних міграцій.
У Біг-Бенді є п'ять асфальтованих доріг. Відстань Persimmon Gap до Panther Junction становить 28-миль (45 км) дорога від північного входу в парк до штаб-квартири парку на Panther Junction. Panther Junction до Rio Grande Village становить 21-миля (34 км) дорога, яка спускається на 2 000 футів (610 м) від штаб-квартири парку до Ріо-Гранде. Станція Maverick Entrance до Panther Junction становить 23-милі (37 км) маршрут від західного входу в парк до штаб-квартири парку. Chisos Basin Road становить 6 миль (10 км) і піднімається на 5 679 футів (1 731 м) над рівнем моря на перевалі Пантера перед спуском у басейн Чисос. 30-миль (48 км) Мальовнича дорога Росса Максвелла веде до історичного району Кастолон і каньйону Санта-Елена.

### Міжнародний парк темного неба
У 2012 році Міжнародна асоціація темного неба визнала парк міжнародним парком темного неба. Асоціація також визнала парк із його позначенням Gold Tier як «вільний від усіх, крім найменших, впливів світлового забруднення». Вимірювання, проведені Службою національних парків, показують, що Біг-Бенд має найтемніше небо в суміжних Сполучених Штатах. Ясними ночами видно тисячі зірок, яскравих планет і Чумацький Шлях.

## Освіта
Незалежний шкільний округ Сан-Вісенте розташований на території парку. Підприємство San Vicente ISD переїхало в район Panther Junction приблизно в 1951 році, тому діти працівників парку мали місцеву школу. Значна частина парку розташована в Сан-Вісенте ISD, а інші частини фізично розташовані в Загальному шкільному окрузі Терлінгва. Учні середнього шкільного віку з Сан-Вісенте ISD відвідують середню школу в середній школі Біг-Бенд Терлінгва CSD.
До 1996 року Альпійська середня школа Альпійського незалежного шкільного округу слугувала середньою школою для студентів Терлінгва CSD, а також для студентів Сан-Вісенте ISD. Середня школа відкрита в 1996 році. Сан-Вісенте почав відправляти учнів до Біг-Бенд Хай, коли він був заснований у 1996 році.